# Wilbur Cortez Abbott
Wilbur Cortez Abbott (Kokomo, 28 de diciembre de 1869-3 de febrero de 1947) fue un historiador estadounidense, profesor en las universidades de Cornell, Míchigan, Dartmouth, Kansas, Yale y Harvard.
Fue autor de obras como Colonel Thomas Blood, crown-stealer, 1618-1680 (Yale University Press, 1911), sobre Thomas Blood, el artífice de un intento de robo de las joyas de la Corona británica en el siglo xvii; Colonel John Scott of Long Island, 1634(?)-1696 (Yale University Press, 1918); Conflicts with Oblivion (Yale University Press, 1924); The New Barbarians (Little, Brown & Company, 1925); o New York in the American Revolution (Charles Scribner's Sons, 1929); entre otras. También fue editor de The Writings and Speeches of Oliver Cromwell, Vol. I: 1599-1649 (Harvard University Press, 1937). Fue nombrado miembro de la Academia Estadounidense de las Artes y las Ciencias en 1921.